# Nereiphylla paretti
Nereiphylla paretti är en ringmaskart som beskrevs av Henri Marie Ducrotay de Blainville 1828. Nereiphylla paretti ingår i släktet Nereiphylla och familjen Phyllodocidae. Arten har ej påträffats i Sverige. Inga underarter finns listade i Catalogue of Life.